# Lago Vesijako
El lago Vesijako (también Vesijakaa) es un lago natural de Finlandia localizado en el municipio de Padasjoki en la región de Päijänne Tavastia, en la parte sur del país. Vesijako se encuentra a 108,4 m s. n. m., tiene 37 m de profundidad máxima y un área de 16,5 km²; tiene un perímetro costero de 80,4 km. En los alrededores de Vesijako, crece principalmente bosque mixto. 
El lago es famoso en el país como un lago bifurcado (el mismo nombre de «Vesijako» significa en realidad 'división de drenaje'), junto con el cercano Lummenne que es algo menos conocido, y del cual las aguas fluyen hacia el este hacia el lago Päijänne y, hacia el oeste, a través del lago Vehkajärvi, hacia el lago Vesijako.
Vesijako a su vez también tiene dos salidas. Una está hacia el este, hasta el lago Päijänne, que forma parte de la cuenca de Kymijoki y desemboca en el golfo de Finlandia. Otro desagüe es hacia una cadena de lagos que es parte de la cuenca del Kokemäenjoki y consiste en los lagos Kuohijärvi, Kukkia, Iso-Roine, Hauhonselkä y Ilmoilanselkä y termina en el lago Mallasvesi, desde el cual las aguas fluyen a través de Vanajavesi y Pyhäjärvi hacia Kokemäenjoki, en el oeste.